# Frankrike i Eurovision Song Contest 2009
Frankrikes bidrag i Eurovision Song Contest 2009 i Moskva, Ryssland, administrerades igen av France Télévisions genom en intern uttagning. Den franska storstjärnan Patricia Kaas representerade Frankrike i Eurovision Song Contest 2009. Kaas är en av världens mest framgångsrika franska kvinnliga sångare under senare tid och hon har sålt över 16 miljoner album världen över.. Hon presenterade Frankrikes bidrag den 9 februari vid en särskild pressevenemang-konsert i Paris.

Bruno Berberes, chefen för den franska delegationen, sa redan tidigare att "en mycket trevlig överraskning" är i sikte för det franska deltagandet. I en intervju på esctoday i december 2008, berättade Berberes att Frankrike satsar hårt 2009 med att sända ett stort namn till tävlingen, en artist med stark popularitet. Detta tack vare förra årets positiva erfarenheter med Sébastien Tellier, som har skapat stort intresse för tävlingen bland fransk show business. Telliers album har nått stor framgång, liksom försäljningen av hans konsertbiljetter, vilket lett till att hans eurovisionlåt, Divine, ingår i den nya reklamkampanjen för Renault. Eurovisionen uppfattas nu i fransk media som en fantastisk reklamkampanj. Dessutom har tävlingen i Frankrike varit öppen för olika musikstilar sedan 2007, vilket främjat kontakterna med viktiga nationella och internationella företag, särskilt vid valet av företrädare. "Vi behöver ett stort företag för att täcka kostnaderna för deltagandet och marknadsföra vår video", säger chefen för delegationen.

## I Eurovision Song Contest
Frankrike är automatiskt kvalificerat för finalen i tävlingen som ett av "Big Four", de fyra största ekonomiska sponsorerna i tävlingen.